# Thiais
Thiais je južno predmestje Pariza in občina v  departmaju Val-de-Marne osrednje francoske regije Île-de-France. Leta 1999 je imelo naselje 28.232 prebivalcev.

## Geografija
Občina leži 11 km južno od središča Pariza. Na zahodu meji na občini Rungis in Chevilly-Larue, na severu na Vitry-sur-Seine, na vzhodu na Choisy-le-Roi, na jugu na Orly, na skrajnem jugozahodu pa na občino Paray-Vieille-Poste (departma Essonne).

## Administracija
Thiais je sedež istoimenskega kantona, vključenega v okrožje L'Haÿ-les-Roses.

## Pobratena mesta
- Einbeck (Nemčija),
- Inghighi (Niger),
- Niô-Phen'-Teng'Pangn'em-Tchou-Li Phuong (Ljudska republika Kitajska).